# Handicappede uden grænser
Handicappede uden grænser er en dansk dokumentarfilm fra 2005, der er instrueret af David Binzer.

## Handling
Når sorte og hvide handicappede mødes om handicapsport, opstår der engagement og ægte livsglæde. I denne film tager 15 danske højskoleelever til Ghana for at yde den mest livsglade form for udviklingshjælp, man kan forestille sig.